# Cori Bartel
Cori Bartel (* 21. Juni 1971 in Humboldt, Saskatchewan) ist eine kanadische Curlerin. 
Momentan spielt sie auf der Position des Lead beim Calgary WC in Calgary.
Bartel gewann am 12. Dezember 2009 die kanadischen Olympic Curling Trails mit dem Team von Skip Cheryl Bernard, Third Susan O’Connor, Second Carolyn Darbyshire, Alternate Kristie Moore und vertrat mit diesem Team Kanada bei den XXI. Olympischen Winterspielen im Curling. Sie gewann am 26. Februar 2010 mit ihrer Mannschaft die olympische Silbermedaille nach einer 6:7-Niederlage nach Zusatzend gegen die Titelverteidigerinnen aus Schweden um Skip Anette Norberg.